# Lemberggambiet
Het Lemberggambiet is in de opening van een schaakpartij een variant in de flankspelen. Het gambiet valt onder ECO-code A04, de Zukertortopening, en heeft als beginzetten
1. Pf3 Pf6, de symmetrische variant van de Zukertortopening
2. e4 Pxe4